# Josep Rufet i Rosa
Josep Rufet i Rosa (Sant Feliu de Guíxols, 12 de setembre del 1870 - Lloret de Mar, 14 de gener del 1934) fou organista, compositor i mestre de capella

## Biografia
Rebé la tonsura i els quatre ordes menors el desembre del 1894, el mateix any en què se li atorgà el benefici de l'ermita del Sagrat Cor de Besalú. Va ser ordenat sotsdiaca i diaca el 1895, i a l'any següent va ser ungit prevere. Va ser beneficiat organista de Sant Pere? de Besalú de l'any 1896 al 1901. Fou nomenat organista de la Bisbal d'Empordà el 1901 i, més endavant, l'any 1904, la seva presència estava a Sant Esteve d'Olot. En aquell mateix any consta com ecònom del benefici de l'Àngel Custodi adscrit a l'organista, del qual prengué possessió el 1907. També fou presentat a un benefici al Tura, el 1925, per Joan Llaudés i Fort. Finalment, traspassà el 1934, a Lloret de Mar, després d'una llarga malaltia.
Fou autor de diverses composicions, tant religioses com laiques, i musicà les obres de teatre d'Antoni Doltra i Masferrer.

## Obres
- Cants del Catecisme. Per a 1 veu i acompanyament.
- De S. Feliu á Gerona, galop para piano.[Enllaç no actiu]
- Lletania a tres veus ab acompañament d'orgue.
- Trongé, Eduardo (lletra). Por la Virgen de Pompeya, tango-canción.[Enllaç no actiu]
- Rosari a tres veus.
- Las siete Palabras, motete á 3 voces y acompañamiento de armonium de Prado, arreglado con violines, flauta y contrabajo.
- Doltra, Antoni (lletra). Visions, quadrets escènics.  Olot: Impr. i Libr. de Ramón Bonet, 1925.[Enllaç no actiu]
- Monserda, Mª Dolors (lletra). Vot d'infants contra la Blasfemia. Cansoneta escolar a una veu amb acompanyament de piano.

Es conserven obres seves al fons musical SEO (Fons de l'església parroquial de Sant Esteve d'Olot) de l'Arxiu Comarcal de la Garrotxa.